# Kaspar Steiner

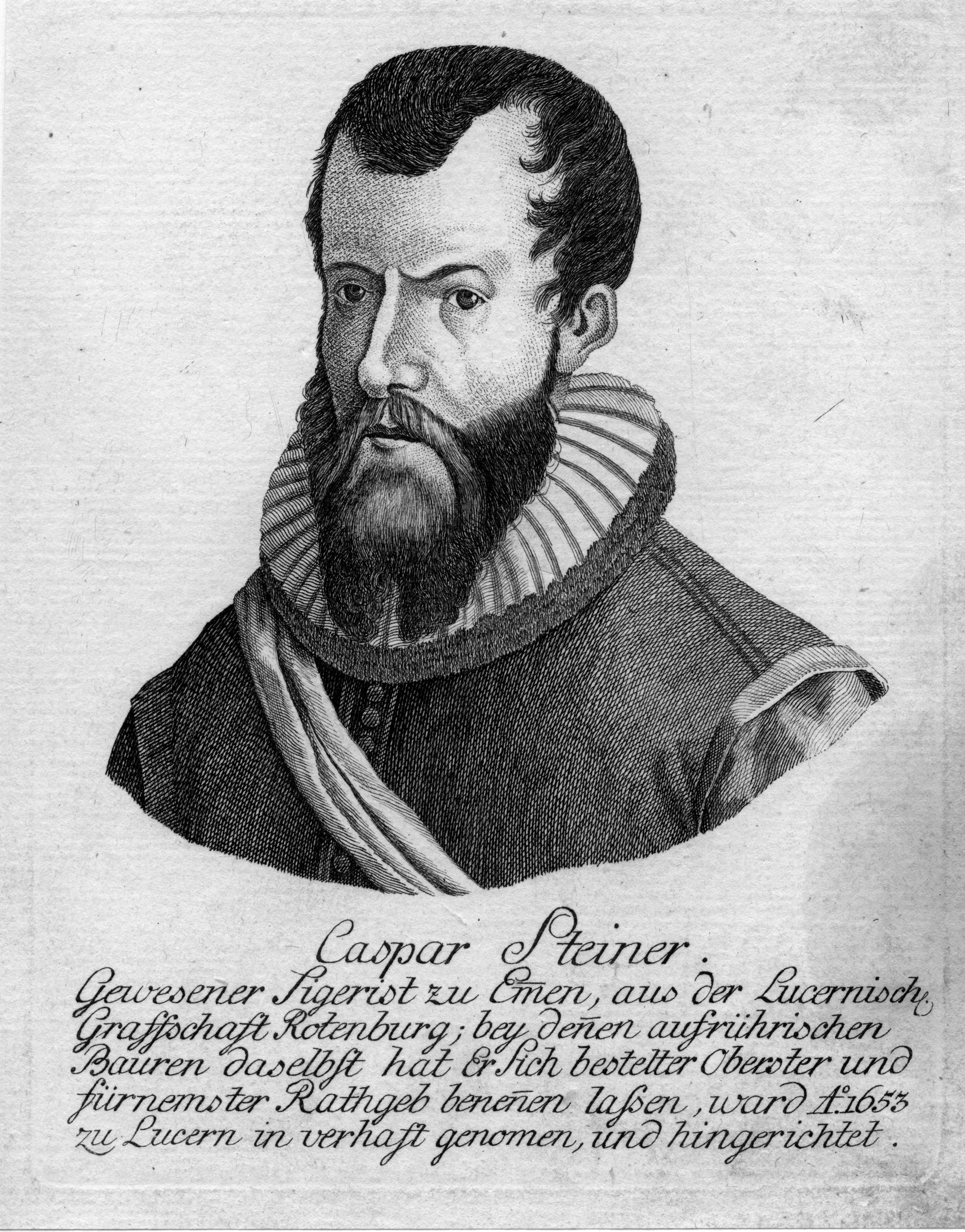
Kaspar Steiner

Kaspar Steiner (* 1. Juni 1614 in Emmen; † 23. Juli 1653 ebenda) war ein Anführer der Luzerner Untertanen im Schweizer Bauernkrieg.

## Leben
Kaspar Steiner war Sohn eines Amtsweibels aus Emmen. Sein Elternhaus war der Spitalhof. Dank seiner mittelständischen Herkunft konnte er ab 1631 einige Jahre das Jesuitengymnasium in Luzern besuchen und wirkte alsdann als Sigrist und Lehrer in Emmen. Steiner, der schon als Jugendlicher rebellische Züge zeigte, schloss sich 1653 den aufständischen Bauern im Amt Rothenburg an. Er sprach sich jedoch gegen Gewalt aus und wollte diplomatische Verhandlungen führen. Nach der Kriegsniederlage der Bauern wurde jedoch seine Auslieferung gefordert. Steiner wurde in Sursee zum Tode durch den Strang verurteilt und trotz Fürbitte des gesamten Kirchganges Emmen in seinem Heimatdorf öffentlich hingerichtet.